# Lionel Robert
Pour les articles homonymes, voir Robert (patronyme).
Lionel Robert, né au Mans le 20 avril 1962, est un pilote automobile français. 
Auteur de débuts remarqués en Formule Renault et Formule 3, il est surtout connu pour ses participations aux 24 Heures du Mans et son expertise dans le monde des courses d’endurance. Toujours en activité à ce jour, il est également entraîneur sportif pour le haut niveau (DE JEPS), moniteur de pilotage (BP JEPS) et journaliste (pilote essayeur) pour la presse écrite.

## Biographie

### Les débuts en sports mécaniques
- 1978 à 1987 : 24 Heures cyclos sur Peugeot 103 et Motobécane (50 cm3). 6e temps sur 150 pilotes présents lors de sa toute première compétition.
- 1978 : Vainqueur du premier Mobcross organisée par Motobécane pendant les premières 24 Heures du Mans motos.

- 1979 : 2e du Trophée de France karting à Fenouillet (Classe Bleue) et gagne plusieurs courses dès sa première saison. Lionel manque d’un rien le titre de champion de France Classe Bleue disputé l’année suivante sur le circuit Alain Prost au Mans. Après avoir dominé les manches qualificatives et remporté la première finale, il perd toute chance de remporter le titre à la suite d’un bris de chaîne.

### Les débuts en sport automobile
- 1983 : Les 2 Heures du Mans FIA groupe N. Participation à sa toute première course automobile, à bord d'une Talbot Samba appartenant à Bernard Bouvet, le père du pilote Jean-Bernard Bouvet. 
  - Inscription aux cours de l’école de pilotage sur le Circuit Bugatti du Mans et fin octobre, vainqueur du Volant ACO - Gitanes lui ouvrant les portes de la Formule Renault. (A noter: il est également finaliste du Volant Marlboro mais il ne participera pas à la finale).

### La période ‘’monoplaces’’
- 1984 : Championnat de France de Formule Renault Turbo. Face à des redoublants comme Yannick Dalmas, il termine 2 fois sur le podium (à Dijon et à Croix en Ternois)[2] et 6e au classement final devant Eric Bernard. 
  - 3 Heures de Charade. Vainqueur au volant d’une Peugeot 205 GTI associé à Bernard Lannefranque.

- 1985 : Vice-champion de France de Formule Renault Turbo derrière Éric Bernard mais devant Jean Alesi[3]. En 11 courses, 5 pole-positions, 4 victoires et 3 secondes places.

- 1986 : 24 Heures de Francorchamps au volant d’une BMW 635 CSi[4] avec Jean-Pierre Castel et Lucien Guitteny. 
  - 24 Heures du Mans 1986[5]. 14e à bord de la March-Porsche 85G du Richard Cleare Racing (vainqueur en catégorie IMSA GTP).
  - Formule 3B à Lédenon, vainqueur sur une Martini MK45-VW. La F3B (les modèles F3 de l’année d’avant).
- 1987 : Vice-champion de France de Fomule 3B derrière Dominique Dupuy. 
  - 24 Heures du Mans internationales de karting[6]. Vainqueur en compagnie de Lesage et des frères Colin.
- 1988 : Formule 3. Engagement dans l’écurie BSL Compétition en compagnie de Didier Artzet (vainqueur du GP de Monaco de Formule 3) pour piloter l’une des deux Martini MK55 à moteur VW dans le championnat de France de F3. 3e à La Chatre et vainqueur de la course disputée en prologue du Grand Prix de France de Formule 1 sur le circuit du Castellet[7]avant que l’écurie BSL ne sombre dans des soucis financiers après seulement six courses. 5e à Hockenheim en coupe d’Europe F3 en réalisant le record du tour devant Rinaldo Capello, Franck Biela, Karl Wendlinger, JJ Lehto, Joachim Winkelhock et Roland Ratzenberger.
- 1989 : Formule 3[8] sur Martini MK55. Pole-position et 2e à Montlhéry, 3e à Pau et 3e à Charade. 
  - Formule Renault sur Alpa avec Synergie Automobiles (première année de courses). En 5 courses, 2 pole-position et 2 victoires face à Emmanuel Collard et Olivier Panis.
  - Championnat de France Supertourisme. Apparition aux côtés de René Metge sur une Ford Sierra Cosworth.

### Le championnat du MondeFIA groupe C(endurance)
- 1990 : Championnat du Monde Groupe C1 sur Cougar-Porsche C24S de Courage Compétition à Suzuka (Japon), Dijon et Nürburgring (Allemagne).
  - 24 Heures du Mans 1990[9]. 7e en compagnie de Pascal Fabre et Michel Trollé.
- 1991 : Championnat du Monde Groupe C1 sur Cougar-Porsche C26S à Monza (Italie), Magny-Cours (France), Nürburgring (Allemagne) et Mexico (Mexique).
  - 24 Heures du Mans 1991[10]. 11e en compagnie de François Migault et Jean-Daniel Raulet.
  - Championnat Intersérie 2e à Most (Tchécoslovaquie) entre les deux pilotes des Porsche 962 du Joest Racing (Bernd Schneider et John Winter).

- 1992 : 24 Heures de Daytona sur Cougar-Porsche C28 en compagnie de Pascal Fabre et Bob Wollek (sortie de route de Pascal Fabre sur le banking, probablement à la suite de l’éclatement d’un pneumatique)
  - 24 Heures du Mans 1992[11]avec Pascal Fabre et Marco Brand (abandon sur sortie de piste de Marco Brand). Pas de championnat du Monde 92 à cause d’une nouvelle règlementation FIA sur les moteurs (moteurs turbo remplacés par des 3,5 litres atmosphériques bien plus onéreux). La progression de Lionel Robert est freinée par la promulgation de la loi Evin qui retire au sport automobile français les sponsors très importants que sont les marques de cigarettes.

- 1993 : 24 Heures du Mans 1993[12]. 10e sur Courage Porsche C30LM en compagnie de Pascal Fabre et Derek Bell (cinq fois vainqueur au Mans !).
  - Championnat Intersérie, 2e au Mugello (Italie) intercalé entre les deux pilotes des Porsche 962 du Kremer Racing (Giovanni Lavaggi et Tomas Saldaña).
  - 24 Heures du Mans internationales de karting[13]. 2e… avec une côte cassée !

- 1994 : 24 Heures du Mans 1994[14] sur Courage-Porsche C32 avec Pierre-Henri Raphanel et Pascal Fabre. Pole-position aux essais préliminaires du mois de mai mais aussi, fait unique dans les annales de cette course, 2e meilleur temps du classement de ces essais réalisé au volant de la seconde voiture de l’écurie, devant la Dauer Porsche 962 de Hans-Joachim Stuck et Thierry Boutsen (Mauro Baldi et Yannick Dalmas feront également quelques tours). Après 7 heures de course c’est l’abandon, moteur cassé.

- 1995 : 24 Heures du Mans 1995. Essais pré-qualificatifs sur Courage C34, pole-position grâce au meilleur temps réalisé par Bob Wollek. Pas de participation à l'épreuve de juin, faute de budget, remercié par le team Courage Compétition et remplacé par un anonyme pilote slovène.

- 1996 :24 Heures du Mans 1996. 32e aux essais sur Spider Renault du Team RJ Racing avec Marc Sourd et Stéphane Daoudi. La voiture ne peut prétendre à une place sur la grille de départ tant qu’un autre concurrent ne déclare pas forfait. Après avoir vécu tous les préparatifs de cette course, les trois pilotes ne bénéficieront d’aucune clémence de la part des officiels et assisteront en spectateurs à l’épreuve. Trois mois plus tard, Lionel Robert retrouve le Renault Spider du team RJ aux coupes d'Automne sur le Bugatti. Vainqueur dans le classement GT1 avec Patrick Gonin.

- 1998 : 24 Heures du Mans 1998[15] sur Debora BMW en LMP2 avec Edouard Sezionale et Pierre Bruneau. Abandon à la 10e heure sur un problème de boîte de vitesses. 
  - 24 Heures du Mans motos 1998. Participation en tant que team manager dans la catégorie Supersport sur une Kawasaki 600 pilotée par François Gilles, Nicolas de Dieuleveut et Emmanuel Labussière. Pour cette toute première participation, l’équipe se qualifia et termina même l’épreuve au 7e rang (sur 14) de la catégorie.

### Un nouveau souffle auXXIesiècle
- 2007 : 24 Heures du Mans internationales de karting. 2e de la catégorie GP2 (Rotax).

- 2008 : Championnat d’endurance VdeV[16]sur Norma M20F à moteur Honda 2 litres du team Ibanez Racing. Vainqueur au Val de Vienne associé à François Desprez[17]. Deux participations et deux victoires au volant de la Porsche 997 GT3 Cup du team Champion pour épauler Rémy Brouard et Philippe Nozière en catégorie GT3 au Lausitzring (Allemagne) et à Magny-Cours.

- 2009 : Championnat d’endurance VdeV[18]sur Norma M20F à moteur Honda 2 litres du team Ibanez Racing. Vainqueur aux 3 Heures du Val de Vienne, associé à William Cavailhès[19] et (vainqueur aux 3 Heures de Silverstone avec José Ibanez) en Speed Series. 2e des 3 Heures de Lédenon.
  - Formula Le Mans 3e et 4e à Silverstone et Magny-Cours au sein du team Boutsen Energy.
  - Vainqueur du Challenge d'endurance VdeV en VHC (véhicules historiques de compétition) avec Yann Le Calvez sur Elva MK8 préparée par Mecamoteur.

- 2010 : Challenge d'endurance VdeV. Trois places dans le top 6 au volant de la Ligier JS51 du team Blue One dirigé par l’ancien pilote de F1, Philippe Alliot.

- 2011 : Challenge d'endurance VdeV. 4e des 6 Heures de Motorland sur Wolf GB 08. Vainqueur des 6 Heures d’Estoril sur Norma M20CF d’Extreme Limite en compagnie de Fabien Rosier et Jean-Claude Poirier (avec pole-position et record du tour)[20].
  - 4 Heures de Spa en TTE. 3e sur Clio Cup.
  - Championnat d'Euro Endurance karting ainsi que 24 Heures du Mans internationales de karting en catégorie GP2.

- 2012 : Challenge international VdeV. Trois courses à bord de la Ligier JS53 préparée par Mécamoteur et vainqueur aux 3 Heures de Dijon en compagnie de son équipier Damien Delafosse[21]. 2e des 6 Heures de Magny-Cours. 
  - Euro Endurance de karting. 3e du GP2 à Anneville.
  - 4 Heures du Val de Vienne en TTE. Pole position et 4e à bord d’une Clio Cup.

- 2013 : Challenge  international VdeV. 5e des 6 Heures de Magny-Cours sur Norma M20CF, équipe CD Sport en sport-protos CN et vainqueur de la catégorie GT3 aux 2 Heures VH de Dijon à bord de la de Tomaso Pantera de son nouvel équipier Karl Pedraza[22].
  - Euro Endurance de karting. 3e place du GP2 aux 6 Heures de Mer.

- 2014 : VdeV Endurance Series[23]. 3e des 9 Heures de Motorland à bord de la Norma M20CF de DB Auto[24]. 
  - Vainqueur en GT3 (VH) en VdeV aux 2 Heures du Mans avec la De Tomaso Pantera de Karl Pedraza.
  - 2 Tours d’Horloge au Paul Ricard. Pole position, 2e place et record du tour au volant de l'Elva MK8S des frères Dutoya[25].
  - 4 Heures de Dijon en TTE. Vainqueur au volant de la Clio du team LG Pistes.
  - Championnat de Formule Renault Classic en Historic Tour (monoplaces jusqu’en 1994). Retrouvailles avec la Martini MK44, la monoplace de ses débuts, il participe à 8 des 12 courses du championnat. Sur 8 courses, 8 pole-positions, 8 victoires assorties des 8 records du tour. Battu d’un point au classement final.
- 2015 : Vainqueur des 3 Heures d'endurance TTE protos à Magny-Cours sur Norma M20 FC associé à son fils Antoine Robert avec JMP[26]. 
  - Trophée 505 Antho sur Peugeot 505 V6 à Nogaro. Vainqueur avec Muratet Sport.
  - Champion de Formule Renault Classic (8 victoires en 9 courses).
  - 6 Heures du Mans Karting KFS 100. Vainqueur avec son fils Antoine Robert et Corentin Fournier[27].

- 2016 : Vainqueur scratch de la 13e Ronde Hivernale de Serre-Chevalier, en compagnie de son épouse Laurence Robert, sur Peugeot 104ZS[28]. 
  - Champion de Formule Renault Classic (neuf victoires en 10 courses) sur Martini MK44.
  - Vainqueur du challenge international protos historiques VdeV (3 victoires en 4 courses) sur Lucchini SP 91 Evo en compagnie d’Olivier Huez[29].
  - Double vainqueur du Circuit des Remparts à Angoulême (plateau + super finale) sur Ford Escort RS 1600[30] du team AP Events[31].

- 2017 : VdeV Endurance Series. 3e des 6H de Barcelone sur Norma M20CF en compagnie de Antoine Robert et Jordan Perroy[32]avec RC Formula
  - Vainqueur en FR Classic à Pau et F3 Classic (2ème à Charade et à Magny-Cours)
- 2018 : Endurance TTE sur Ginetta GT4 avec Speed Car (vainqueur à Charade et 2ème au Val de Vienne)
  - Le Mans Classic sur Porsche 908
- 2019 : LMP 3 (2ème à Dijon et 3ème en Slovaquie) et Prototype CN (Vainqueur à Dijon et 3ème à Estoril) avec DB Autosport
  - Vainqueur en FR 2.0 Sur le Bugatti
- 2020 : Vainqueur en Endurance Funyo SP05 à Magny-Cours avec le team SoPBsr et 2ème au Castellet
- 2021 : Historic Tour. Champion de France monoplaces et protos sur Martini MK 48
  - Vainqueur du Circuit des Remparts sur Lotus Elan avec AP Events

### Le journalisme
Auteur de nombreux communiqués de presse dans les années 1980, pigiste pour les revues Ex-aequo ou Speed dans les années 1990, Lionel Robert s’est vu confier, en avril 2014, le poste de pilote-essayeur par le Groupe Michel Hommell pour le compte du magazine de voitures anciennes Echappement Classic. Il propose chaque mois à ses lecteurs un essai mariant parfaitement les côtés technique et humain. Des expériences personnelles vécues à bord s’ajoutent parfois à cet essai mensuel.
Il est à noter qu’un parfait homonyme, s’appelant lui aussi Lionel Robert, exerce depuis plus de vingt ans le métier de journaliste. En septembre 2014, cet homonyme a pris la direction du magazine Auto Moto. Il ne faut donc pas les confondre. L’un est un homme de presse qui ne pilote pas en compétition, l’autre est un pilote expérimenté qui s’appuie sur ses connaissances techniques et sportives pour transmettre aux lecteurs un peu de sa passion.

### Le coaching et l’expertise en sport automobile
Pilote automobile depuis plus de trente ans, Lionel Robert est aussi un moniteur doublement diplômé dans l’enseignement du pilotage. À ce titre il dispense ses conseils et sa formation lors de journées de roulage libre (trackdays) mais aussi en compétition accompagnant des pilotes, jeunes ou moins jeunes, dans leurs premiers pas en course automobile.
Son rôle d’expert est également reconnu par les médias spécialisés qui souvent recueillent son avis sur l’avenir du sport automobile français et international. 
En 1994, interviewé par Jean-Marc Teissedre, Lionel Robert déclarait à propos des 24 Heures du Mans : ‘’en dehors de l’événement sportif, il faut que l’épreuve se traduise par une semaine de fête, impliquant davantage la population locale. Pourquoi ne pas utiliser cette période pour organiser des rencontres, des conférences et de nombreuses autres manifestations comme cela existe aux États-Unis ou à Suzuka ?’’ Un an plus tard, naissait la parade des pilotes en plein centre-ville du Mans puis, plus tard, de nombreuses autres manifestations à Saint Saturnin, Arnage ou Ruaudin.
À l’automne 2013 dans une tribune libre parue sur les sites internet spécialisés, Lionel Robert proposait la création de slow zones lors d’incidents de course pendant les 24 Heures du Mans afin de ne pas neutraliser entièrement les 13 kilomètres du circuit sarthois. Cette idée sera reprise et mise en place par le club organisateur de la célèbre course dès l’édition 2014.
Sur un plan technique, il a collaboré au développement de nombreux prototypes de course travaillant notamment pour les marques suivantes : Automobiles Martini, Synergie Automobiles, RJ Racing, Courage Compétition, CVO Racing, Automobiles Ligier et Beta Epsilon.

## Résultats aux 24 Heures du Mans
| Année | Voiture             | Équipe                | Equipiers                            | Résultat                                                           |
| ----- | ------------------- | --------------------- | ------------------------------------ | ------------------------------------------------------------------ |
| 1986  | March-Porsche 85G   | Richard Cleare Racing | Richard Cleare / Jack Newsum         | 14e (1er en catégorie Grand Tourisme Prototype)                    |
| 1990  | Cougar-Porsche C24S | Courage Compétition   | Michel Trollé / Pascal Fabre         | 7e                                                                 |
| 1991  | Cougar-Porsche C26S | Courage Compétition   | François Migault / J-Daniel Raulet   | 11e                                                                |
| 1992  | Cougar-Porsche C28S | Courage Compétition   | Pascal Fabre / Marco Brand           | Abandon 6e heure (sortie de piste de Brand)                        |
| 1993  | Courage C30LM       | Courage Compétition   | Derek Bell / Pascal Fabre            | 10e                                                                |
| 1994  | Courage C32LM       | Courage Compétition   | Pierre-Henri Raphanel / Pascal Fabre | Abandon 11e heure sur problème mécanique (raccord huile)           |
| 1995  | Courage C34         | Courage Compétition   | Bob Wollek / Franck Lagorce          | Participation aux essais pré-qualificatifs des 24 Heures du Mans   |
| 1996  | Spider Renault      | Legeay Sport          | Marc Sourd / Stéphane Daoudi         | Participation aux essais pré-qualificatifs et aux essais officiels |
| 1998  | Debora BMW (LMP2)   | Didier Bonnet         | Edouard Sezionale / Pierre Bruneau   | Abandon 10e heure sur problème mécanique (couple conique)          |